# Чиль
Чиль (Чил) — река в России, протекает по Кольскому району Мурманской области. Истоки реки находятся на северном склоне горы Чильтальд. Впадает в Верхнетуломское водохранилище на высоте 80 метров над уровнем моря. До образования водохранилища впадала в Нотозеро, тогда длина реки составляла 13 км.

## Данные водного реестра
По данным государственного водного реестра России относится к Баренцево-Беломорскому бассейновому округу, водохозяйственный участок реки — Тулома от истока до Верхнетуломского гидроузла, включая Нот-озеро. Речной бассейн реки — бассейны рек Кольского полуострова, впадает в Баренцево море.
По данным геоинформационной системы водохозяйственного районирования территории РФ, подготовленной Федеральным агентством водных ресурсов:
- Код водного объекта в государственном водном реестре — 02010000312101000001530

Несмотря на то, что Верхнетуломское водохранилище было заполнено в 1964—1965 годах в реестре Чиль(Чил) считается притоком Нотозера.